# Arrondissement Vervins
Das Arrondissement Vervins ist eine Verwaltungseinheit des Départements Aisne in der französischen Region Hauts-de-France. Hauptort (Unterpräfektur) ist Vervins.

## Wahlkreise
Zum Arrondissement gehören Gemeinden aus vier Wahlkreisen (Kantonen):
- Kanton Guise
- Kanton Hirson
- Kanton Marle (mit 23 von 65 Gemeinden)
- Kanton Vervins

## Gemeinden
Die Gemeinden des Arrondissements Vervins sind:
| 1. Aisonville-et-Bernoville (02006)       | 2. Any-Martin-Rieux (02020)           | 3. Archon (02021)                       | 4. Aubenton (02031)                        |
| 5. Audigny (02035)                        | 6. Les Autels (02038)                 | 7. Autreppes (02040)                    | 8. Bancigny (02044)                        |
| 9. Barzy-en-Thiérache (02050)             | 10. Beaumé (02055)                    | 11. Bergues-sur-Sambre (02067)          | 12. Berlancourt (02068)                    |
| 13. Berlise (02069)                       | 14. Bernot (02070)                    | 15. Besmont (02079)                     | 16. Boué (02103)                           |
| 17. La Bouteille (02109)                  | 18. Braye-en-Thiérache (02116)        | 19. Brunehamel (02126)                  | 20. Bucilly (02130)                        |
| 21. Buire (02134)                         | 22. Buironfosse (02135)               | 23. Burelles (02136)                    | 24. La Capelle (02141)                     |
| 25. Chaourse (02160)                      | 26. Chéry-lès-Rozoy (02181)           | 27. Chevennes (02182)                   | 28. Chigny (02188)                         |
| 29. Clairfontaine (02197)                 | 30. Clermont-les-Fermes (02200)       | 31. Coingt (02204)                      | 32. Colonfay (02206)                       |
| 33. Crupilly (02244)                      | 34. Cuiry-lès-Iviers (02251)          | 35. Dagny-Lambercy (02256)              | 36. Dizy-le-Gros (02264)                   |
| 37. Dohis (02265)                         | 38. Dolignon (02266)                  | 39. Dorengt (02269)                     | 40. Effry (02275)                          |
| 41. Englancourt (02276)                   | 42. Éparcy (02278)                    | 43. Erloy (02284)                       | 44. Esquéhéries (02286)                    |
| 45. Étréaupont (02295)                    | 46. Étreux (02298)                    | 47. Fesmy-le-Sart (02308)               | 48. La Flamengrie (02312)                  |
| 49. Flavigny-le-Grand-et-Beaurain (02313) | 50. Fontaine-lès-Vervins (02321)      | 51. Fontenelle (02324)                  | 52. Franqueville (02331)                   |
| 53. Froidestrées (02337)                  | 54. Gercy (02341)                     | 55. Gergny (02342)                      | 56. Grand-Verly (02783)                    |
| 57. Grandrieux (02354)                    | 58. Gronard (02357)                   | 59. Grougis (02358)                     | 60. Guise (02361)                          |
| 61. Hannapes (02366)                      | 62. Harcigny (02369)                  | 63. Hary (02373)                        | 64. Hauteville (02376)                     |
| 65. Haution (02377)                       | 66. La Hérie (02378)                  | 67. Le Hérie-la-Viéville (02379)        | 68. Hirson (02381)                         |
| 69. Houry (02384)                         | 70. Housset (02385)                   | 71. Iron (02386)                        | 72. Iviers (02388)                         |
| 73. Jeantes (02391)                       | 74. Laigny (02401)                    | 75. Landifay-et-Bertaignemont (02403)   | 76. Landouzy-la-Cour (02404)               |
| 77. Landouzy-la-Ville (02405)             | 78. Lavaqueresse (02414)              | 79. Lemé (02416)                        | 80. Lerzy (02418)                          |
| 81. Leschelle (02419)                     | 82. Lesquielles-Saint-Germain (02422) | 83. Leuze (02425)                       | 84. Lislet (02433)                         |
| 85. Logny-lès-Aubenton (02435)            | 86. Lugny (02444)                     | 87. Luzoir (02445)                      | 88. Macquigny (02450)                      |
| 89. Malzy (02455)                         | 90. Marfontaine (02463)               | 91. Marly-Gomont (02469)                | 92. Martigny (02470)                       |
| 93. Mennevret (02476)                     | 94. Molain (02488)                    | 95. Monceau-le-Neuf-et-Faucouzy (02491) | 96. Monceau-sur-Oise (02494)               |
| 97. Mondrepuis (02495)                    | 98. Montcornet (02502)                | 99. Montloué (02519)                    | 100. Mont-Saint-Jean (02522)               |
| 101. Morgny-en-Thiérache (02526)          | 102. Nampcelles-la-Cour (02535)       | 103. Neuve-Maison (02544)               | 104. La Neuville-Housset (02547)           |
| 105. La Neuville-lès-Dorengt (02548)      | 106. Noircourt (02556)                | 107. Le Nouvion-en-Thiérache (02558)    | 108. Noyales (02563)                       |
| 109. Ohis (02567)                         | 110. Oisy (02569)                     | 111. Origny-en-Thiérache (02574)        | 112. Papleux (02584)                       |
| 113. Parfondeval (02586)                  | 114. Petit-Verly (02784)              | 115. Plomion (02608)                    | 116. Prisces (02623)                       |
| 117. Proisy (02624)                       | 118. Proix (02625)                    | 119. Puisieux-et-Clanlieu (02629)       | 120. Raillimont (02634)                    |
| 121. Renneval (02641)                     | 122. Résigny (02642)                  | 123. Ribeauville (02647)                | 124. Rocquigny (02650)                     |
| 125. Rogny (02652)                        | 126. Romery (02654)                   | 127. Rougeries (02657)                  | 128. Rouvroy-sur-Serre (02660)             |
| 129. Rozoy-sur-Serre (02666)              | 130. Sains-Richaumont (02668)         | 131. Saint-Algis (02670)                | 132. Saint-Clément (02674)                 |
| 133. Saint-Gobert (02681)                 | 134. Saint-Martin-Rivière (02683)     | 135. Saint-Michel (02684)               | 136. Saint-Pierre-lès-Franqueville (02688) |
| 137. Sainte-Geneviève (02678)             | 138. Soize (02723)                    | 139. Sommeron (02725)                   | 140. Sorbais (02728)                       |
| 141. Le Sourd (02731)                     | 142. Thenailles (02740)               | 143. Le Thuel (02743)                   | 144. Tupigny (02753)                       |
| 145. Vadencourt (02757)                   | 146. La Vallée-au-Blé (02759)         | 147. La Vallée-Mulâtre (02760)          | 148. Vaux-Andigny (02769)                  |
| 149. Vénérolles (02779)                   | 150. Vervins (02789)                  | 151. Vigneux-Hocquet (02801)            | 152. La Ville-aux-Bois-lès-Dizy (02802)    |
| 153. Villers-lès-Guise (02814)            | 154. Vincy-Reuil-et-Magny (02819)     | 155. Voharies (02823)                   | 156. Voulpaix (02826)                      |
| 157. Wassigny (02830)                     | 158. Watigny (02831)                  | 159. Wiège-Faty (02832)                 | 160. Wimy (02833)                          |

## Neuordnung der Arrondissements 2017

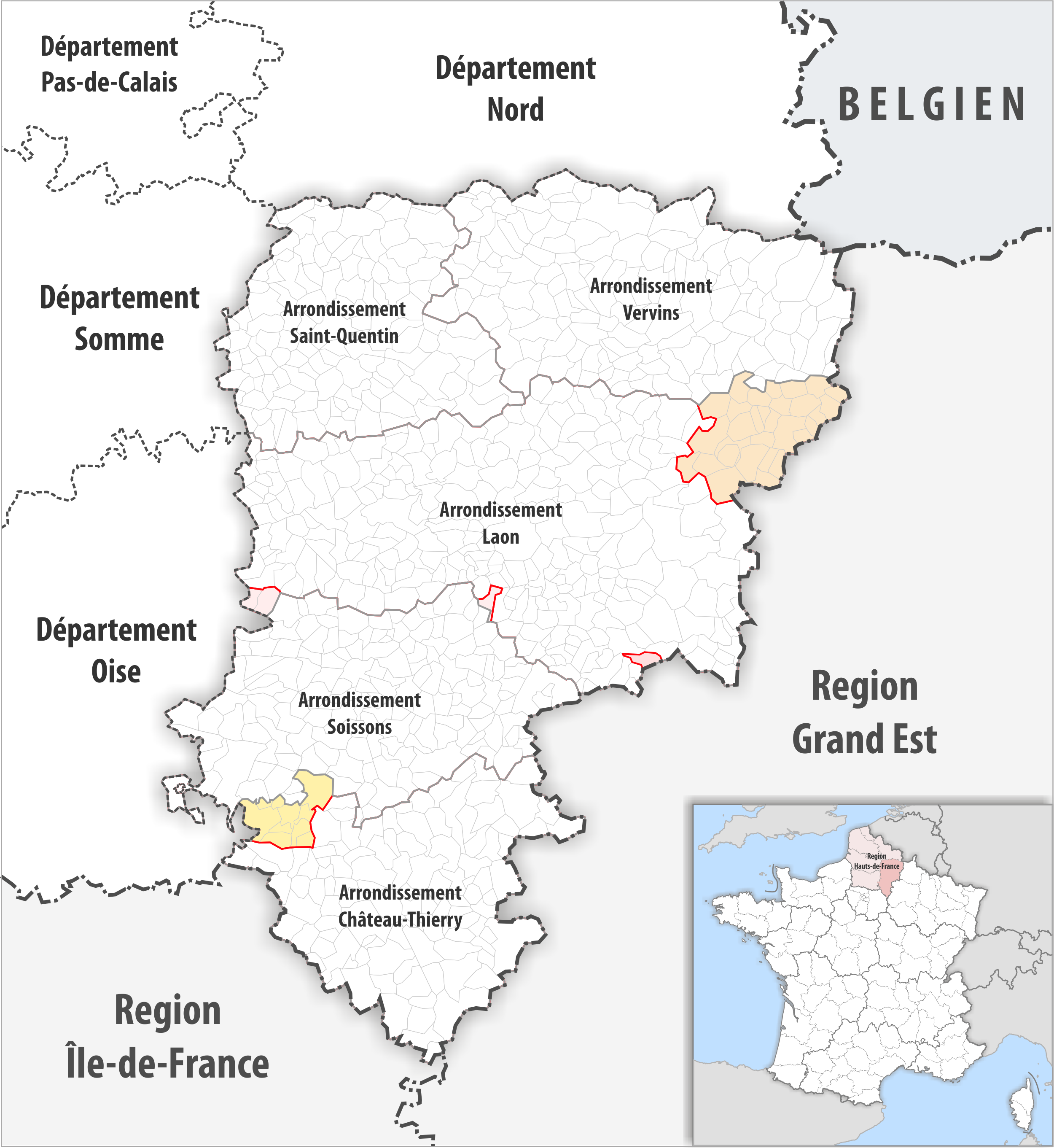
Arrondissementsanpassungen im Jahr 2017

Durch die Neuordnung der Arrondissements im Jahr 2017 wurde die Fläche der 30 Gemeinden Archon, Les Autels, Berlise, Brunehamel, Chaourse, Chéry-lès-Rozoy, Clermont-les-Fermes, Cuiry-lès-Iviers, Dagny-Lambercy, Dizy-le-Gros, Dohis, Dolignon, Grandrieux, Lislet, Montcornet, Montloué, Morgny-en-Thiérache, Noircourt, Parfondeval, Raillimont, Renneval, Résigny, Rouvroy-sur-Serre, Rozoy-sur-Serre, Sainte-Geneviève, Soize, Le Thuel, Vigneux-Hocquet, La Ville-aux-Bois-lès-Dizy, Vincy-Reuil-et-Magny vom Arrondissement Laon dem Arrondissement Vervins zugewiesen.